# 合田昌史
合田 昌史（ごうだ まさふみ、1958年 - ）は、日本の歴史学者。京都大学名誉教授。専門は、近世のポルトガル・スペイン海洋帝国を中心とした科学史、海事史、世界分割。文学博士（京都大学）。

## 経歴
京都大学大学院文学研究科博士課程単位認定退学の後、新潟大学教育学部助手、助教授を務めた。
- 1994年 甲南大学文学部助教授
- 2003年 甲南大学文学部教授
- 2006年 京都大学 文学博士 論文の題は「マゼラン：世界分割を体現した航海者 (Ferdinand Magellan)」[3]。
- 2012年9月 京都大学大学院人間・環境学研究科

教授
2023年4月 - 大阪公立大学現代システム科学域教育福祉学類非常勤講師
- 2024年4月 京都大学名誉教授

## 研究
研究テーマは以下のようになっている。

## 評価
早稲田大学大学院アジア太平洋研究科の教授を務める早瀬晋三は合田の著書『マゼラン―世界分割（デマルカシオン）を体現した航海者』を読み、「著者（合田）はマルク史やフィリピン史の代表的な研究書を使いながら、ヨーロッパ史の枠組みを超えることができなかった。」と評した。その原因は、「近世の文書では東南アジア社会の論理がわからないこと」と「東南アジア研究の未発達」であると指摘している。

## 著作
- 『新版各国世界史16 スペイン・ポルトガル史』立石博高編、立石博高、玉置きよ子、関哲行、中塚次郎共著（山川出版社、2000年11月）
- 『コミュニケーションの社会史』前川和也編 前川和也、渋谷聡、髙田京比子、大黒俊二、山辺規子、渡邉伸、小山哲、森明子、三成美保、富永茂樹、佐々木博光、服部良久、田中俊之共著（ミネルヴァ書房、2001年8月）
- 『マゼラン―世界分割（デマルカシオン）を体現した航海者』（京都大学学術出版会、2006年4月）
- 『空間と移動の社会史』前川和也編（ミネルヴァ書房、2009年2月）
- 『海のイギリス史－闘争と共生の世界史』金澤周作編（昭和堂、2013年7月）